# Hazdrubal Magonida
Hazdrubal Magonida (lub Hazdrubal I) – kartagiński król z VI wieku p.n.e., z dynastii Magonidów, następca Magona.

## Panowanie
Hazdrubal był następcą Magona, prawdopodobnie jego wnukiem.
Według rzymskiego historyka Justynusa, Hazdrubal „sprawował 11 razy urząd dyktatora i odbył cztery triumfy”. Jest to błędna interpretacja autora żyjącego w III wieku, a słowa te zapewne znaczą, że Hazdrubal 11 razy stawał na czele armii (jedno z głównych uprawnień punickich królów) i czterokrotnie powracał ze zwycięskich wypraw owacyjnie witany w stolicy.
Hazdrubal zmarł od rany odniesionej w boju na Sardynii, przekazał rządy swojemu bratu Hamilkarowi.